# Ramin Rezaeian
Ramin Rezaeian (persisch رامین رضاییان; * 21. März 1990 in Sāri) ist ein iranischer Fußballspieler.

## Karriere

### Klub
Ab dem Sommer 2009 spielte er für Saba Battery und wechselte von dort zur Saison 2013/14 weiter zu Rah Ahan. Seine nächste Station danach war ab Sommer 2015 der FC Persepolis. Im Sommer 2016 wechselte er von hier eigentlich weiter in die Türkei zu Çaykur Rizespor, dort löste er seinen Vertrag aber schnell wieder auf und war nur wenig später bei seinem alten Klub erneut unter Vertrag. Mit diesem gewann er in der folgenden Saison 2016/17 dann auch noch die nationale Meisterschaft. Nachdem sein Vertrag aufgelöst worden war, schloss er sich im Sommer 2017 dem belgischen Klub KV Ostende an, für diesen kam er in der Folge auch in der Europa-League-Qualifikation zum Einsatz. Nach zwei Jahren, in denen er auch durchweg oft in der Liga eingesetzt wurde, bekam er hier jedoch keine Vertragsverlängerung mehr.
Im November 2018 verschlug es ihn nach Katar, wo er sich zuerst dem al-Shahania SC anschloss. Von hier wechselte er im August 2020 weiter zum al-Duhail SC, wo er für das Jahr 2021 an den al-Sailiya SC verliehen wurde. Seit Februar 2022 ist er wieder zurück beim FC Persepolis.

### Nationalmannschaft
Sein erster bekannter Einsatz für die iranische Nationalmannschaft war ein 1:0-Freundschaftsieg über den Irak am 4. Januar 2015. Nach ein paar weiteren Einsätzen wurde er auch in Spielen der Qualifikation für die Weltmeisterschaft 2018 eingesetzt. Nach der erfolgreichen Qualifikation war er auch Teil des Kaders bei der Endrunde und wurde auch in allen drei Spielen eingesetzt.
Sein nächstes Turnier war anschließend die Asienmeisterschaft 2019, wo er nur in einem Gruppenspiel, dafür aber in der kompletten K.o.-Phase zum Einsatz kam. Insgesamt erreichte er mit seinem Team hier das Halbfinale, wo man dann mit 0:3 Japan unterlag. Zuletzt kam er vermehrt bei der Qualifikation für die Weltmeisterschaft 2022 zum Einsatz.